# Освободите Виллзиака
Освободите Виллзиака (англ. Free Willzyx) — эпизод 913 (№ 138) сериала «Южный Парк», его премьера состоялась 30 ноября 2005 года. Название и сюжет эпизода пародируют фильм «Освободите Вилли».

## Сюжет
Стэн, Кайл, Картман и Кенни отправляются в дельфинарий, и когда все уходят, Кайл остается один и смотрит на косатку. Внезапно кит начинает говорить, и рассказывает, что его зовут Виллзиак, и что ему надо вернуться домой на Луну. На самом деле это шутка двух работников дельфинария, «разговаривающих» от лица косатки. Но Кайл воспринимает всё всерьёз и решает спасти его. Ночью он и ребята решают похитить его и отправить на Луну. Кита переправляют домой к Кайлу, и в его комнате обливают косатку водой. Тем временем они ищут какую-нибудь страну с космической программой, чтобы доставить Виллзиака на спутник Земли. Договорившись с Мексикой, ребята везут туда кита. Однако по пути им преграждают дорогу работники дельфинария, которые потребовали вернуть кита. Тут же подъезжает полиция и собирается всех арестовать. Однако благодаря участникам «Фронта Освобождения Китов» в ходе перестрелки с полицией удаётся защитить фургон с косаткой и довести его до Тихуаны. На луне косатка погибает.

## Пародии
Концовка эпизода, где друзья смотрят на Луну с мёртвым китом, является аллюзией на роман «Автостопом по галактике» («The Hitchhiker’s Guide to the Galaxy») Дугласа Адамса.
Сюжет эпизода схож с Эйс Вентура: Розыск домашних животных

## Факты
- Один из работников дельфинария играет в видеоигру Thirst for blood. В эпизоде пятого сезона «Полотенчик» она является основой сюжета; также она появляется в серии шестого сезона «Похищение детей — это не смешно».
- Рисунок с реалистичным изображением Стэна, Кенни, Кайла и Картмана для эпизода нарисовал Эдриен Бирд[1]. Основой для рисунка стал сын одного из членов съёмочной группы[2]. Примечательно, что когда работники дельфинариума показывают Шейле реалистичный портрет Кайла, она подтверждает, что это её сын, «хотя он довольно плохо нарисован», а мать Клайда говорит: «Вот этот толстый (Картман) похож на Дакоту Фэннинг».
- Российская власть сидит не в Кремле, а в Храме Василия Блаженного; это сделано намеренно для подчёркивания американского стереотипа о России;
- Во время похищения Виллзиака, ребята маскируют лица чёрной краской, а Токен — белой.
- В начале эпизода снова играет музыка из игры Heroes of Might and Magic III.
- В конце эпизода, когда мальчики приезжают домой, можно рассмотреть номера домов — красного и зелёного — номера одинаковые (1002).
- Предводительница общества защиты китов очень похожа на Хиллари Клинтон.
- На стене в комнате Кайла можно заметить портрет Альберта Эйнштейна.
- Косатка Виллзиак не единственное существо, которое мальчики отправили на Луну, следующим стал Том Круз в 201 эпизоде мультсериала.

## Цензура
Российский канал 2x2 в июле 2009 года вырезал из транслируемой серии сцену с участием Владимира Путина, Германа Грефа и Михаила Фрадкова.

### Вырезанный эпизод
Главные герои мультфильма Кайл, Стэн, Картман и Кенни пытаются помочь говорящему киту Виллзиаку попасть домой, на Луну. Прежде чем спасти кита за $200 согласилась MASA (вымышленный мексиканский аналог американской NASA), Кайл обратился к президенту России Владимиру Путину. А в это время Путин проводит совещание в Кремле (в эпизоде — в Храме Василия Блаженного):
— Товарищи, ситуация критическая. Экономика в стагнации, страна погибает. Очень скоро Россия-матушка перестанет быть страной, — обреченно обращается к министрам мультяшный Путин.
Министры — рыжий в очках (вылитый Герман Греф), полный лысоватый (видимо, Михаил Фрадков, на тот момент российский премьер), бородатый в ушанке (очевидно, собирательный образ русского) и ничем не примечательный в синем костюме (силовик) — уныло кивают в ответ.
В этот момент в кабинете открывается дверь, обрамленная двумя российскими флагами, и помощник президента (немного напоминает Рогозина) радостно сообщает, что звонит богатый американец, который хочет полететь в космос. Путин и министры переглядываются и, сшибая друг друга с ног, бегут к телефону.
— Алло. Говорит президент России. 
— Здрасте. Меня зовут Кайл, я читал, что ваша страна за деньги отправляет людей в космос. Мне нужно полететь на Луну, причем очень срочно.
— На Луну? Вообще-то это далеко, но я уверен, мы сможем вам помочь.
— Круто!
— Отлично, мы снова в деле, — бородатый министр хлопает в ладоши, все остальные обнимаются. — Нам понадобится $20 млн.
— Двадцать??? Вы что, спятили? Нет у нас таких денег!
— Что?
— Вы должны нам помочь. У нас тут кит, и его нужно отправить на Луну, к его семье.
— Чёрт, опять розыгрыш! — Путин по-настоящему разозлился. — Иди в задницу, Джордж Буш! Это не смешно!

Российский лидер в бешенстве бросает трубку, а ребята в США недоумевают, почему русские отказались отправить кита, если согласились сделать это даже для солиста группы N'Sync.
На канале MTV Россия данный эпизод был показан без каких-либо цензурных изменений. Позже, эпизод был показан на 2х2 без вырезаний.